# Jozef van Wissem
Jozef van Wissem (* 1962 Maastricht, Nizozemsko) je nizozemský loutnista a hudební skladatel. Spolupracoval například s Gary Lucasem, Keiji Haino, Jamesem Blackshawem nebo Jimem Jarmuschem, se kterým v roce 2012 nahrál dvě alba, Concerning the Entrance into Eternity a The Mystery of Heaven.